# Isla La Zapatera
Isla La Zapatera är en rektangulär vulkanisk ö i Nicaraguasjön, en nationalpark, samt en comarca i kommunen Granada, Nicaragua. Ön är känd för sina arkeologiska lämningar från förkolumbiansk tid, som bland annat utforskades och beskrevs av svensken Carl Bovallius.

## Vulkan
Zapatera är en skogbeklädd vulkanisk ö med en högsta höjd 629 meter över havet respektive 598 meter över Nicaraguasjöns yta. Vulkanen är dock sedan länge utslocknad och eroderad. I nordväst finns det en kratersjö vid namn Laguna de Zapatera, med en diameter på 600 meter.

## Nationalpark

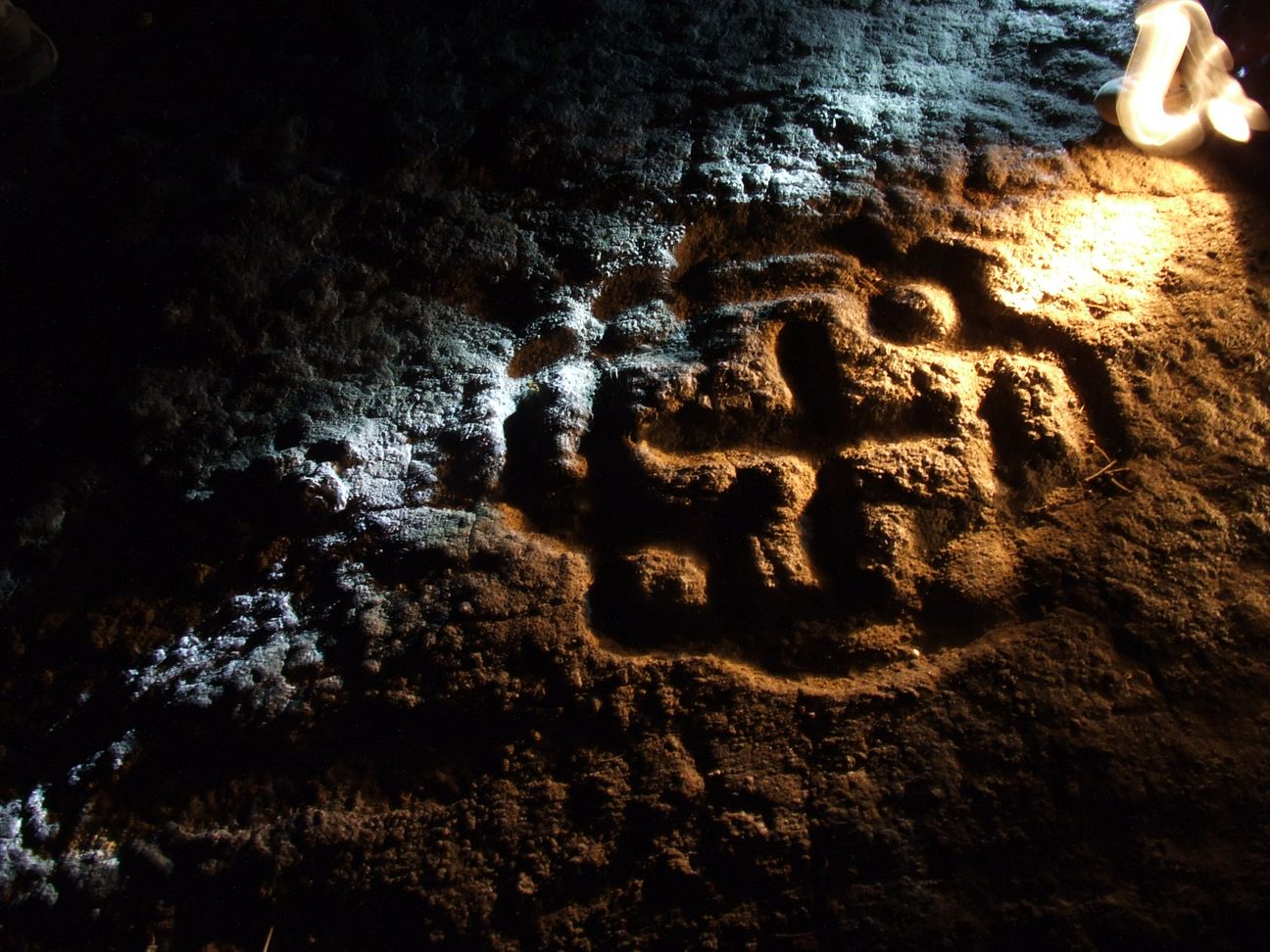
Hällristning på Dödsön

Tillsammans med omrkingliggande småöar blev Zapatera en nationalpark 1983, vid namn Archipiélago de Zapatera. 
De småöar som ingår i nationalparken är alla mindre än en kvadratkilometer stora. Den största  är Isla El Muerto (Dödsön) strax utanför Zapateras nordöstra hörn, där det finns många arkeologiska lämningar. Norr om ön ligger även Isla Jesus Grande (Stora Jesusön), Isla Jesucisto (Lilla Jesusön) och Isla El Armado. Mellan östra delen av ön och fastlandet, ligger från norr till söder Isla La Penca, Isla La Zanata, Isla El Anono, Isla El Guanacaste, Isla El Molenillo, Isla del Plátano, Isla La Pedrera och Isla El Menco. Söder om Isla La Zapatera ligger Isla Cascabelito samt en liten ögrupp med Isla Tinajón, Isla Tinaja och Isla Tinajita.

## Natur
Ön har ett rikt djurliv med exempelvis dvärgtigerkatter, rådjur, hökar, papegojor och ankor.

## Historia
Zapetara var en viktig religiös plats för Chorotegaindianerna, och det finns arkeologiska lämningar från mellan 500 f.Kr. till början av 1500-talet, bestående av tempel, statyer, hällristningar, dödsurnor, hus och keramik. Mest imponerande är ett stort antal statyer. Femton statyer grävdes fram 1849, varvid en del stals och fördes ut ur landet av Ephraim George Squier till Förenta Staterna. Ytterligare 25 statyer utforskades år 1883 av svensken Carl Bovallius. Dessa är bevarade och kan beskådas på Museo Convento San Fransisco i Granada och Museo Nacional i Managua.

## Befolkning
Comarcan har 566 invånare (2005), varav 48 procent är under 15 år. Ön har 108 bostäder som är koncentrerade i dess nordöstra hörn samt längs öns sydkust. Isla La Zapatera är den fattigaste comarcan i kommunen Granada. Av de 108 bostäderna har 92 jordgolv, 94 dåliga väggar, 5 dåliga tak, 104 saknar elektricitet och 103 saknar rinnande vatten.

## Transporter
Det enda sättet att ta sig till Zapatera är med båt. Ön har inga vägar, så för att besöka öns inre delar måste man antingen gå eller rida.